# IBM 701
IBM 701, conegut com la "calculadora de Defensa" mentre era desenvolupat, va ser anunciat al públic el 29 d'abril de 1952 i era la primera computadora científica comercial d'IBM. Els seus germans en la computació d'oficina eren l'IBM 702 i l'IBM 650. Durant els quatre anys de producció es van vendre 20 unitats.

## Característiques

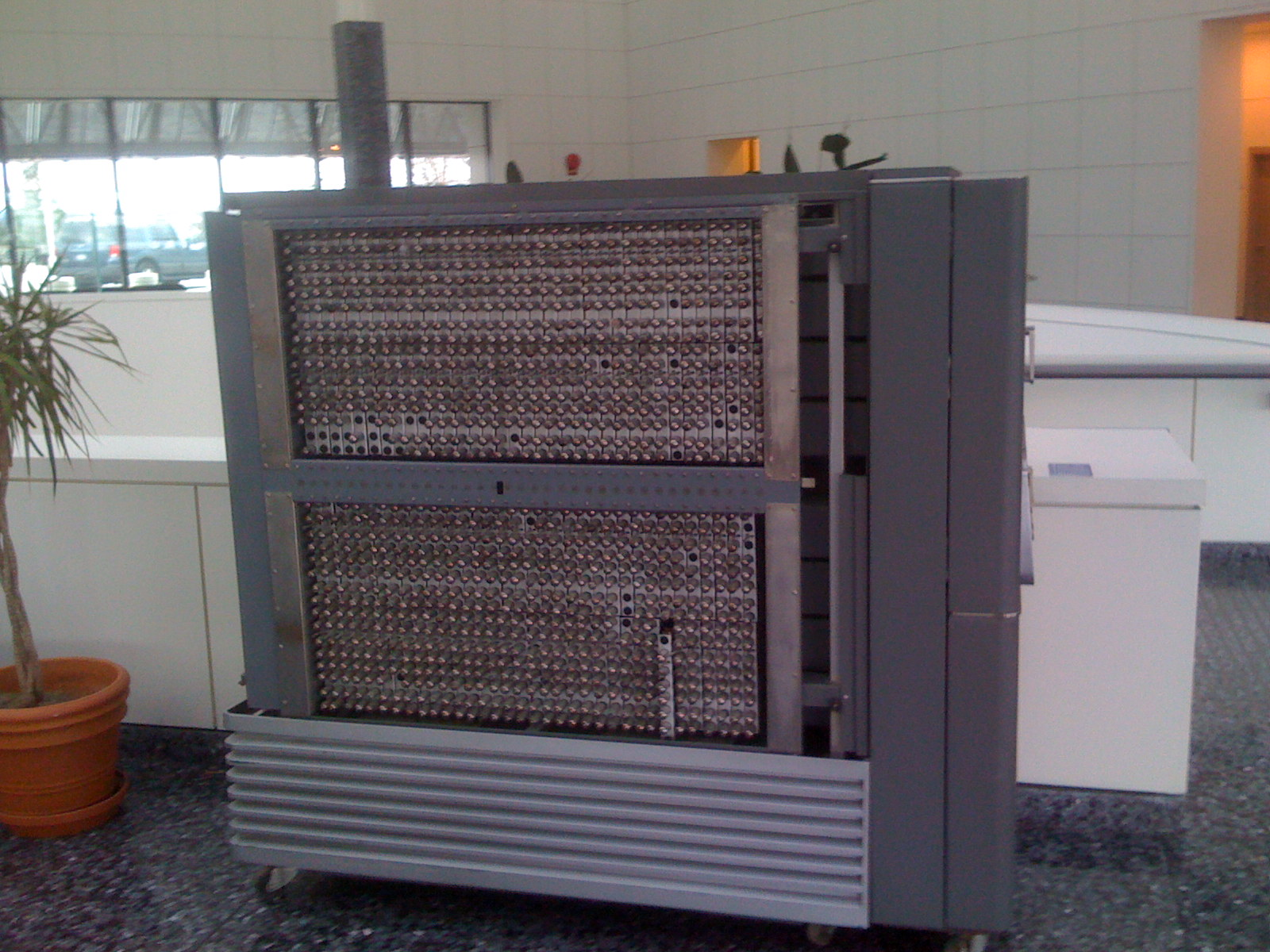
Xassís del processador de l'IBM 701

El sistema va utilitzar tubs Williams per a la memòria, consistint en 72 tubs amb una capacitat de 1024 bits, donant una memòria total de 2048 paraules de 36 bits cadascun. Cadascun dels 72 tubs eren de 76 mm de diàmetre.
La memòria es podia ampliar a un màxim de 4096 paraules de 36 bits per l'addició d'un segon sistema de 72 tubs o substituint la memòria sencera per memòria de nuclis magnètics. El temps d'accés de la memòria de tubs i de la de nucli de ferrita era 12 microsegons. La memòria de tubs necessitava "refrescar-se" periòdicament. Una operació sencera de summa prenia 5 cicles de màquina de 12 microsegons (60 microsegons), multiplicava i dividia en 38 cicles de la màquina de 12 microsegons (456 microsegons).

## Impacte social
L'IBM 701 és considerat el primer ordinador que mostra el potencial de la intel·ligència artificial. Ho va fer al programa de joc de dames d'Arthur Samuel el 24 de febrer de 1956. El programa, que es va desenvolupar per jugar a l'IBM 701, es va demostrar al públic a través de la televisió. L'autoproclamat mestre d'escacs, Robert Nealey, va jugar la partida en un ordinador IBM 7094 el 1962 i l'ordinador va guanyar. Encara es considera un succés per a la intel·ligència artificial i va oferir al públic durant els primers anys de la dècada del 1960 un exemple de les capacitats d'un ordinador electrònic.

## Instruccions i Dades
Les instruccions eren de 18 bits de llarg, d'adreçament simple.
- Signe (1 bits) - adreça de l'operand de paraula sencera (-) o mitja paraula (+)
- Opcode (5 bits) - 32 instruccions
- Adreça (12 bits) - 4096 adreces de mitja paraula

Els nombres eren de 36 bits o 18 bits de llarg, amb signe, i de coma fixa.
L'IBM 701 tenia solament 2 registres accessibles pel programador:
- L'acumulador tenia 38 bits de llarg (agregant 2 bits de desbordament).
- El multiplicador/quocient tenia 36 bits de llarg.

## Components
El sistema IBM 701 estava compost per les següents unitats:
- IBM 701 - Unitat Central de Procés (CPU)
- IBM 706 - Unitat d'Emmagatzematge Electroestátic (2048 paraules en tubs Williams)
- IBM 711 - Lectora de Targetes Perforades (150 Tarj./min.)
- IBM 716 - Impressora (150 Lineas/min.)
- IBM 721 - Perforadora de Targetes (100 Tarj./min.)
- IBM 726 - Unitat de Cinta Magnètica (39 Bits/cm)
- IBM 727 - Unitat de Cinta Magnètica (78 Bits/cm)
- IBM 731 - Tambor Magnètic
- IBM 736 - Font d'energia Nº1
- IBM 737 - Unitat de Nuclis Magnètics (4096 paraules en memòria de nuclis de ferrita)
- IBM 740 - Gravadora de la Sortida dels Tubs de Rajos Catòdics (CRT)
- IBM 741 - Font d'energia Nº2
- IBM 746 - Unitat de Distribució d'Energia
- IBM 753 - Unitat de Control de Cinta Magnètica (controlava fins a deu IBM 727s)

Es van instal·lar dinou sistemes IBM 701. La Universitat de Califòrnia en Livermore va desenvolupar un llenguatge amb el seu sistema de compilació i execució per al seu IBM 701, cridat el "KOMPILER". IBM no va desenvolupar un compilador FORTRAN fins a l'aparició de l'IBM 704.
El 701 pot reclamar se'l primer computador que va demostrar el potencial de la intel·ligència artificial amb el joc de Dames d'Arthur Samuel.
El successor del 701 va ser l'IBM 704, que estava equipat amb registres, introduït 4 anys després del 701; no obstant això, el 704 va incrementar la grandària de les instruccions de 18 bits a 36 bits per suportar les característiques addicionals.